# Policordia jeffreysi
Policordia jeffreysi är en musselart som först beskrevs av Friele 1879.  Policordia jeffreysi ingår i släktet Policordia och familjen Verticordiidae. Inga underarter finns listade i Catalogue of Life.